# Mordella inusitata
Mordella inusitata is een keversoort uit de familie spartelkevers (Mordellidae). De wetenschappelijke naam van de soort is voor het eerst geldig gepubliceerd in 1893 door Blackburn.